# یواس‌اس کراکن (اس‌اس-۳۷۰)
یواس‌اس کراکن (اس‌اس-۳۷۰) (به انگلیسی: USS Kraken (SS-370)) یک زیردریایی بود که طول آن ۳۱۱ فوت ۹ اینچ (۹۵٫۰۲ متر) بود. این زیردریایی در سال ۱۹۴۴ ساخته شد.